# Injure raciste
 (novembre 2007).
Une injure raciste est une expression insultante basée sur l'origine ethnique de la victime, et dont le caractère offensant est perçu par tous.

## Canada
Au Canada, l'incitation au génocide ou à la haine contre des « groupes identifiables » est une infraction criminelle en vertu de l'art. 319 du le Code criminel, avec emprisonnement de deux à quatorze ans. Un groupe identifiable est défini comme « tout membre du public qui se distingue par sa couleur, sa race, sa religion, son origine ethnique ou son orientation sexuelle ».
En droit civil québécois, l'injure raciste peut être abordé sous l'angle de la diffamation ou des propos discriminatoires.

## France
En droit pénal français, l'utilisation de certaines insultes peut entrainer des poursuites judiciaires pour « propos à caractère raciste ». L'injure raciste est punie par la loi de 1972. Les associations antiracistes déclarées depuis au moins 5 ans peuvent se constituer partie civile. La répression a été renforcée avec la loi du 13 juillet 1990 (dite loi Gayssot), qui offre un droit de réponse dans les médias.

## Belgique

### À l'égard des Français
- Frouze
- Camembert

### À l'égard desFlamands
- Flamouche / Flamoutch
- Vloems